# Riportando tutto a casa (romanzo)
Riportando tutto a casa è il terzo romanzo di Nicola Lagioia. Edito da Einaudi nel 2009, ha ricevuto il premio Viareggio 2010 per la narrativa

## Trama
L'anonimo protagonista e voce narrante di Riportando tutto a casa è un ragazzo diventato uomo che torna nella città della sua adolescenza (Bari) per riannodare i fili di una crescita ineluttabilmente influenzata dal periodo in cui si svolge, gli anni '80. Anni del trionfo dell'apparenza, dell'edonismo sfrenato, di immense fortune economiche e media borghesia che si arricchisce vertiginosamente pur senza perdere i propri tic provinciali. 
In questo contesto si snoda l'amicizia rivissuta dall'adulto con gli occhi del ragazzo con due figure antitetiche come Vincenzo (popolare e tenebroso) e Giuseppe (imbranato ma ricco e generoso). Un'amicizia viscerale che convive con il primo amore, per Rachele, ma non resiste all'impatto distruttivo con la droga, l'eroina, consumata nei palazzoni di Japigia in un processo di crescita e straniamento che coinvolge tutto e tutti. 

## Edizioni
- Nicola Lagioia, Riportando tutto a casa, Torino, Einaudi, 2009, ISBN 978-88-06-19712-4.